# Lupus Servatus
Lupus Servatus (eller Servatus Lupus, även känd som Lupus av Ferrières, franska Loup Servat eller Loup de Ferrières)   född omkring 805, död 862, var en fransk prelat. 
Lupus studerade först i klostret Ferrières, sedan i Fulda under Rabanus Maurus. Han föll 837 i en svår sjukdom, varur han trodde sig ha blivit räddad (latin servatus) genom sina vänners förböner, varför han antog namnet Servatus. Han spelade från 838 en politisk roll vid Ludvig den frommes och Karl den skalliges hov och blev omkring 842 abbot i Ferrières. Av Karl den skallige användes han i en mängd diplomatiska uppdrag och deltog även i de teologiska strider, som Gottschalks predestinationslära framkallade. Lupus hade en rätt omfattande klassisk bildning och efterlämnade en mängd kulturhistoriskt värdefulla brev (Lettres de Servat Loup, kritiskt utgivna av Georges Desdevises Du Dézert, 1888). Hans teologiska arbeten är bland annat utgivna hos Migne (Patrologia series latina, band 119).